# Yaimé Pérez
Pour les articles homonymes, voir Pérez.
Yaimé Pérez Tellez  (née le 29 mai 1991 à Santiago de Cuba) est une athlète cubaine, spécialiste du lancer du disque, championne du monde en 2019 à Doha et médaillée de bronze olympique en 2021 à Tokyo.

## Biographie
Yaime Pérez porte son record personnel à 67,13 m à Lausanne en 2015 puis remporte quelques semaines plus tard la médaille d'argent des Jeux panaméricains (64,99 m). Fin août, elle échoue au pied du podium des Championnats du monde de Pékin.
Début 2016, elle porte sa meilleure marque personnelle à 68,86 m. Elle s'impose le 7 juin au Meeting de Montreuil avec un jet à 67,91 m, son 2d meilleur lancer de sa carrière.
Le 7 juillet 2017, Yaime Pérez remporte le meeting de Sotteville-lès-Rouen avec un 6e essai à 69,19 m, améliorant son record personnel et établissant un record du meeting, que venait d'améliorer Sandra Perković avec 68,30 m. Le 31 juillet 2018, elle remporte la médaille d'or des Jeux d'Amérique centrale et des Caraïbes de Barranquilla avec un jet à 66,00 m, nouveau record des Jeux.
Le 10 août 2018, elle remporte les championnats NACAC 2018 et porte le record des championnats à 61,97 m.
Le 6 août 2019, elle remporte la médaille d'or des Jeux panaméricains de Lima avec un nouveau record des Jeux à la clé grâce à un jet à 66,58 m. Elle devance sur le podium les Brésiliennes Andressa de Morais (65,98 m, record d'Amérique du Sud) et Fernanda Martins (62,23 m).
Elle remporte les championnats du monde 2019 à Doha avec un jet à 69,17 m, devant sa compatriote Denia Caballero et la Croate Sandra Perković. Il s'agit du premier doublé pour un pays depuis 1987.
En 2021, elle décroche la médaille de bronze aux Jeux olympiques de 2020 avec une marque de 65,72 m, en deçà de sa meilleure performance de la saison à 68,99 m, derrière l'Américaine Valarie Allman (68,98 m) et l'Allemande Kristin Pudenz (66,86 m).
Aux Championnats du monde 2022, elle termine à la 7e place avec 63,07 m, et ne peut remporter un second titre mondial. À l'issue de la compétition, elle ne rentre pas à Cuba mais déserte l'équipe nationale et reste aux États-Unis.
Elle est entraînée par Hilda Ramos, qui détient le record national avec 70,88 m.
Le 13 avril 2024, lors de l’Oklahoma Throws Series à Ramona (USA), elle réalise une performance à 73,09 m lors de son troisième essai, devenant la dixième performeuse de l’histoire dans la spécialité et la première à lancer aussi loin depuis 1989.
L'athlète de 32 ans a explosé son record personnel qui était jusque-là de 69,39 m, réalisé à Sotteville-lès-Rouen en 2019. Une marque qu'elle a battue à plusieurs reprises ce samedi puisque dès son premier jet, son disque est retombé à 71,96 m, alors que sa cinquième tentative a atterri à 71,50 m.

## Palmarès
| Date | Compétition                              | Lieu             | Résultat | Marque  |
| ---- | ---------------------------------------- | ---------------- | -------- | ------- |
| 2010 | Championnats du monde juniors            | Moncton          | 1re      | 56,01 m |
| 2012 | Championnats ibéro-américains            | Barquisimeto     | 4e       | 56,93 m |
| 2013 | Championnats du monde                    | Moscou           | 11e      | 62,39 m |
| 2014 | Jeux d'Amérique centrale et des Caraïbes | Xalapa           | 2e       | 62,42 m |
| 2015 | Jeux panaméricains                       | Toronto          | 2e       | 64,99 m |
| 2015 | Championnats du monde                    | Pékin            | 4e       | 65,46 m |
| 2015 | Ligue de diamant                         | Ligue de diamant | 2e       | détails |
| 2016 | Jeux olympiques                          | Rio de Janeiro   | finale   | NM      |
| 2017 | Championnats du monde                    | Londres          | 4e       | 64,83 m |
| 2018 | Jeux d'Amérique centrale et des Caraïbes | Barranquilla     | 1re      | 66,00 m |
| 2018 | Championnats NACAC                       | Toronto          | 1re      | 61,97 m |
| 2018 | Ligue de diamant                         | Ligue de diamant | 1re      | 65,00 m |
| 2018 | Coupe continentale                       | Ostrava          | 2e       | 65,30 m |
| 2019 | Jeux panaméricains                       | Lima             | 1re      | 66,58 m |
| 2019 | Ligue de diamant                         | Ligue de diamant | 1re      | 68,27 m |
| 2019 | Championnats du monde                    | Doha             | 1re      | 69,17 m |
| 2021 | Jeux olympiques                          | Tokyo            | 3e       | 65,72 m |
| 2022 | Championnats ibéro-américains            | La Nucia         | 1re      | 62,06 m |
| 2022 | Championnats du monde                    | Eugene           | 7e       | 63,07 m |

## Records
| Épreuve          | Marque  | Lieu   | Date          |
| ---------------- | ------- | ------ | ------------- |
| Lancer du disque | 73,09 m | Ramona | 13 avril 2024 |